# Juan Guo
Juan Guo (chinesisch 郭鹃, Pinyin Guō Juān; * 6. Mai 1960 in Hunan, Volksrepublik China) ist eine professionelle Go-Spielerin (5. Dan). Sie lebt derzeit in Amsterdam.

## Tätigkeit
Guo war Schülerin von Jiang Mingjiu (chinesisch 江鸣久, Pinyin Jiāng Míngjiǔ) und trainierte in der chinesischen Nationalmannschaft. Heute lebt sie in den Niederlanden, deren Staatsbürgerin sie im Mai 1994 wurde und unterrichtet Go.

## Erfolge
Guo war Europameisterin in den Jahren 1994–1997, sowie Gewinnerin der Offenen Europameisterschaften in den Jahren 1994–1996 (Gewinner der Offenen Europameisterschaften ist der Erstplatzierte des Turniers, Europameister der Bestplatzierte Europäer). Weitere bedeutende Siege sind der Europäische Ing Cup in den Jahren 1991, 1992, 1994, 1996, 1997 und 1998 und das Fujitsu-Turnier 1994, 1995, 1998 und 2000. Des Weiteren hat sie die Turniere in Paris (1997, 1999), London (1997, 1998, 1999), Amsterdam (1995, 1997, 1998) und Hamburg (1996, 1998, 1999) sowie eine Reihe kleinerer Turniere gewonnen.

## Bücher in Deutsch
- Guo Juan: Chinesische Meisterpartien. Die Titelkämpfe des 19. Mingren und 21. Tianyuan. 2008, ISBN 978-3-94056304-0

## Bücher in Englisch
- Guo Juan: The World of Chinese Go. 2008, ISBN 4906574-70-X

| Personendaten    | Personendaten              |
| ---------------- | -------------------------- |
| NAME             | Guo, Juan                  |
| ALTERNATIVNAMEN  | 郭鹃 (chinesisch)          |
| KURZBESCHREIBUNG | chinesische Go-Spielerin   |
| GEBURTSDATUM     | 6. Mai 1960                |
| GEBURTSORT       | Hunan, Volksrepublik China |